# عباس احمد خمیس
عباس احمد خمیس (عربی: عباس أحمد خميس؛ زادهٔ ۱۳ ژوئن ۱۹۸۳) بازیکن فوتبال اهل بحرین است.
از باشگاه‌هایی که در آن بازی کرده‌است می‌توان به باشگاه فوتبال الاهلی (منامه) اشاره کرد.
وی همچنین در تیم ملی فوتبال بحرین بازی کرده‌است.